# Batalha de Boquerón (1932)

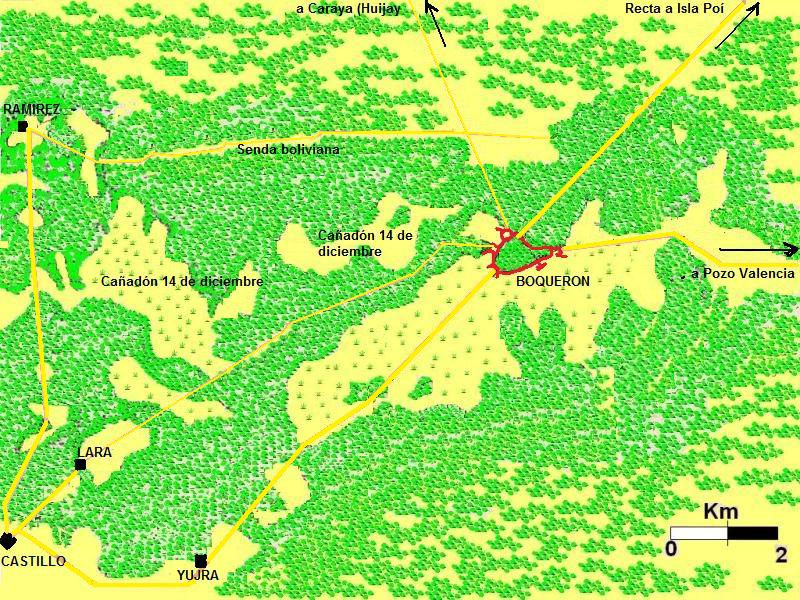
Teatro de operações e arredores da Batalha de Boquerón

A Batalha de Boquerón foi uma batalha travada de 7 a 29 de setembro de 1932, entre os exércitos boliviano e paraguaio dentro e ao redor da fortaleza de Boquerón. Foi a primeira grande batalha da Guerra do Chaco. O posto avançado (fortín) de Boquerón, entre outros, estava ocupado por tropas bolivianas desde o final de julho de 1932 seguindo instruções do presidente Daniel Salamanca, o que levou à escalada do que começou como um conflito fronteiriço para uma guerra em grande escala.
O assalto a Boquerón foi o primeiro movimento da ofensiva paraguaia que visava derrotar o exército boliviano e capturar território antes que a Bolívia tivesse mobilizado totalmente o seu exército e recursos. O tenente-coronel paraguaio José Félix Estigarribia liderou o ataque. O uso de morteiros, arma até então desconhecida pelas tropas bolivianas, daria aos paraguaios uma vantagem decisiva durante o cerco.
O primeiro assalto paraguaio a Boquerón foi repelido. Ambos os lados sofriam com a falta de água potável – os paraguaios tinham que obtê-la de um pequeno lago na Isla Poí (50 km ou 30 milhas a leste) e, embora os bolivianos tivessem poços dentro de seu complexo, estavam sob forte fogo paraguaio. e acabaram contaminados pelos corpos dos soldados caídos. Aviões bolivianos tentaram, com pouco sucesso, reabastecer suas tropas, lançando munições, alimentos e remédios – os únicos suprimentos que os bolivianos conseguiram obter com os lançamentos aéreos foram 916 cartuchos, um saco de pão e 110 quilos de carne seca. Em 12 de setembro, uma coluna de socorro boliviana de 3 500 homens vinda do sudoeste foi rechaçada perto do posto avançado de Yucra. À medida que o cerco avançava, os paraguaios começaram a sofrer com a escassez de água da Ilha Poí devido à extração excessiva dos poços. Diante desses problemas, Estigarribia ordenou um ataque do tipo tudo ou nada à fortaleza em 26 de setembro. Três dias depois, os defensores bolivianos restantes, compostos por 240 homens, em sua maioria feridos, se renderam.